# Dawn Records (Engeland)
Dawn Records was een Brits platenlabel, dat popmuziek, rockmuziek en folk uitbracht. Het was een sublabel van Pye Records, in 1970 opgericht als een 'underground'- en progressief label. Het meeste succes had Dawn met de groep Mungo Jerry ("In the Summertime" en "Baby Jump" haalden in Engeland de eerste plaats). Ook bracht het in Engeland een paar lps van Donovan uit ("Open Road" en "HMS Donovan"). Andere musici die op het label uitkwamen waren John Kongos, Comus, Atomic Rooster, Prelude (een hit met een a capella-versie van Neil Youngs nummer "After the Gold Rush") en Brotherhood of Man (met hun eerste lp, twee jaar voor hun Eurovisiesongfestival-overwinning). Het label was actief tot 1975.